# Phnom Krom
Phnom Krom (in lingua khmer: ប្រាសាទភ្នំក្រោម) è una collina di circa 140 m di altezza, che si trova a circa 12 km a sud-ovest di Siem Reap, in Cambogia.
La collina è molto rocciosa; una leggenda locale vuole che sia stata disboscata dalla generale-scimmia Hanuman durante la ricerca di una medicina, come raccontato nel poema epico Rāmāyaṇa. Dalla cima della collina, verso ovest, si gode di una vista spettacolare sul lago Tonle Sap.

## Tempio
Sulla cima della collina è presente un tempio induista del periodo di Angkor, dedicato a Shiva, Visnù e Brahmā. Il tempio fu costruito verso la fine del IX secolo, durante il regno del re Yasovarman I (889-910). Orientato verso est, il tempio è racchiuso da un muro fatto di blocchi di laterite.
Phnom Krom è il più meridionale dei tre templi costruiti sulla cima delle colline nella regione di Angkor durante il regno di Yasovarman I; gli altri due sono Phnom Bakheng e Phnom Bok. Si tratta di un tipico esempio dello stile Bakheng, basato sull'idea del tempio-montagna come rappresentazione del monte Meru. Il tempio presenta la classica struttura a quinconce: 4 torri ai 4 vertici di un quadrato, più una torre più elevata al centro, come rappresentazione dei 5 picchi della sacra montagna di Meru.